# فلش سیاه
بلک فلش شخصیتی خیالی منتشر شده در کتاب های‌کمیک آمریکایی دی‌سی کامیکس است. این شخصیت برای اولین بار در قسمت دوم فلش #138 (ژوئن ۱۹۹۸)  حضور کوتاهی داشت و بعدأ در همان کمیک در شمارهٔ #141 (سپتامبر ۱۹۹۸) حضور کاملی داشت.

## زندگی‌نامه شخصیت

### داستان اصلی
فلش سیاه همان نقش دث را برای کسانی که تندرو هستند ایفا می‌کند، با این تفاوت که سرعت آنها را به نگهدارنده آن برمی‌گرداند؛ یعنی اسپیدفورس. این اتفاق قبلا قبل از مرگ بری آلن و جانی کوئیک هم اتفاق افتاده بود. مکس مرکوری هم قبلا بلک فلش را وقتی که تجربه های نزدیک به مرگ داشت دیده بود. 
او حتی به دنبال والی وست هم رفته بود تا او را به اسپیدفورس برگرداند، ولی در نهایت لیندا پارک را گرفت. درحالی که چیز هایی از مرگ والی وست در آینده می‌شنیدند، مکس مرکوری و جسی کوئیک قبل از رسیدن والی به موزه او را نجات دادند و به همین خاطر، همان رعد و برقی که باید به والی برخورد میکرد به لیندا پارک برخورد کرد. او بعدأ برمی‌گردد که والی را تسخیر کند، و زمان را برای کسانی که راهی به اسپیدفورس ندارند متوقف می‌کند. مکس مرکوری، جی گریک و جسی کوئیک همه تلاش می‌کنند تا با پرت کردن حواس فلش سیاه، به والی کمک کنند. والی در نهایت فلش سیاه را با رفتن به پایان زمان شکست می‌دهد، جایی که مرگ هیچ معنی ندارد و باعث متلاشی شدن موجود می‌شود.
فلش سیاه بعدها دوباره خود را به بارت آلن نشان می‌دهد وقتی فلش قدرت های خود را موقع نبرد با خلافکاران از دست می‌دهد. بخاطر دعوا با اینرتیا(یکی از نسخه های ریورس فلش، و فلش سیاه آینده) بارت کمی بعد از اینکه اینرتیا را با اینکه قدرت‌هایش را از دست داده است شکست میدهد، توسط خلافکار‌ها کشته می‌شود.
فلش سیاه دوباره بعد‌ها برگشت تا سمت تاریک اسپیدفورس را نشان دهد، که مسئول ضعیفی کودکان والی وست است. ارتباط او با دث فقط ارتباط‌هایی است که در اسپیدفورس مشاهده می‌شود. درحالی که در یکی از قسمت های کاپیتان اتم دیده می‌شود که دث، بلک ریسر و نکرون همه از یک فورس هستند، نیل گیمن (خالق دث) این ایده را قبول ندارد، و فکر می‌کند که شخصیت دث تنها الهام از مرگ است. 
در آخرین بحران، والی فکر می‌کند که بلک ریسر او را گول زده و بری آلن فلش سیاه است.
یک جنازه سوخته که انگار فلش سیاه بود، در آیووا توسط دو پسر در فلش: ریبرث پیدا شد.
وقتی دیوار بین فورس‌ها شکسته شده بود و دیگر فورس‌ها ول بودند، فلش سیاه فرستاده شده بود که مجرای فورس‌هایی که رها شده بودند را نابود کند. فلش سیاه به آزمایشگاه اسپید می‌رسد و وارد موزه فلش می‌شود، جایی که او به استیدفست یعنی چهره ی فورس استیل حمله می‌کند. هانتر زولمون(که الآن فلش بود) بری را به زمان دور می‌برد به جایی به نام (فورس همیشگی) که توسط اسپیدفورس ساخته شده بود برای فلش سیاه که دو تندرو را شکار کند و بکشد (تا بتواند اسپیدفورس را شفا ببخشد). زولمون خود را قربانی فورس دیواری می‌کند تا بالاخره اسپیدفورس را درمان کند و فلش سیاه را از کشتن استیدفست و فوِرزا منع کند، درحالی که خود زولمون سایک را کشته بود. بخاطر این قربانی، فورس همیشگی خراب شد و باعث شد که فلش سیاه در آنجا بسته باشد درحالی که بری فرار می‌کند.

### بری آلن
دومین فلش سیاه بری آلن است بخاطر اینکه پروفسور زوم زمان را خراب کرده بود.

### ایوبارد ثاون
دومین فلش سیاه جنازه ی رستاخیز شده ی ایوبارد ثاون است که حلقه قدرت را دست کرده و عضو سپاه بلک لنترن شده بود.